# Geophis nasalis
Geophis nasalis är en ormart som beskrevs av Cope 1868. Geophis nasalis ingår i släktet Geophis och familjen snokar. Inga underarter finns listade i Catalogue of Life.
Arten förekommer i västra Guatemala och i angränsande områden av delstaten Chiapas i Mexiko. Den lever i kulliga områden och i bergstrakter mellan 600 och 1500 meter över havet. Individerna vistas främst i fuktiga tropiska skogar och dessutom besöks odlingsmark. Honor lägger ägg.
För beståndet är inga hot kända och populationen antas vara stabil. IUCN kategoriserar arten globalt som livskraftig.